# Бюльбюль жовточеревий
Бюльбю́ль жовточеревий (Acritillas indica) — вид горобцеподібних птахів родини бюльбюлевих (Pycnonotidae). Мешкає в Індії і на Шрі-Ланці. Це єдиний представник монотипового роду Жовточеревий бюльбюль (Acritillas). Найближчим родичем жовточеревого бюльбюля є попелястий оливник.

## Опис

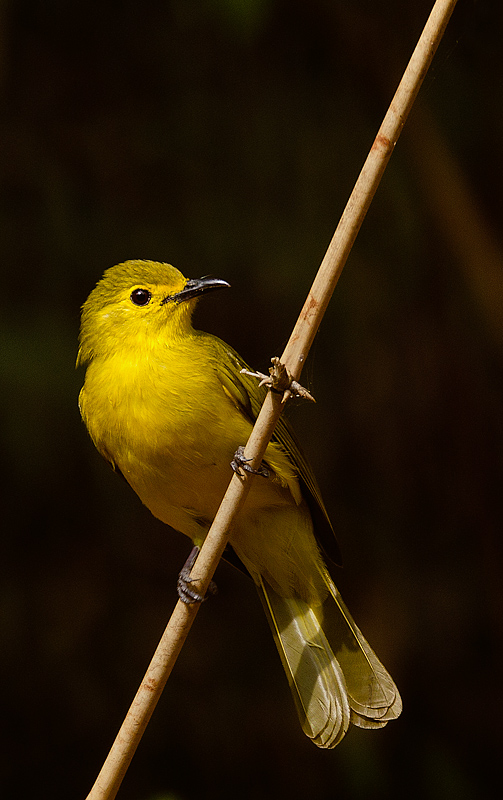
Жовточеревий бюльбюль (Данделі, Індія)

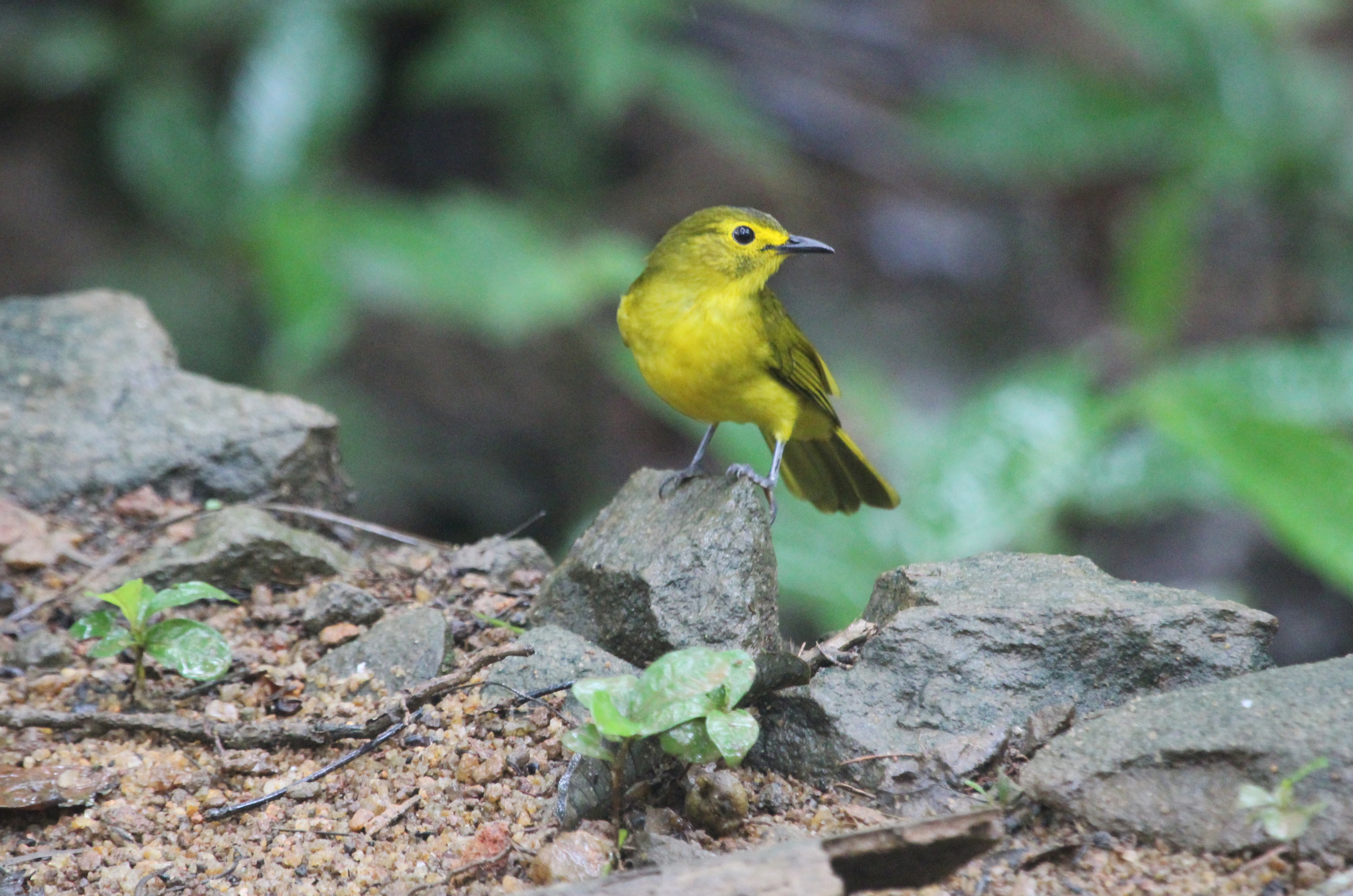
Жовточеревий бюльбюль (підвид A. i. guglielmi, Національний парк Сінхараджа)

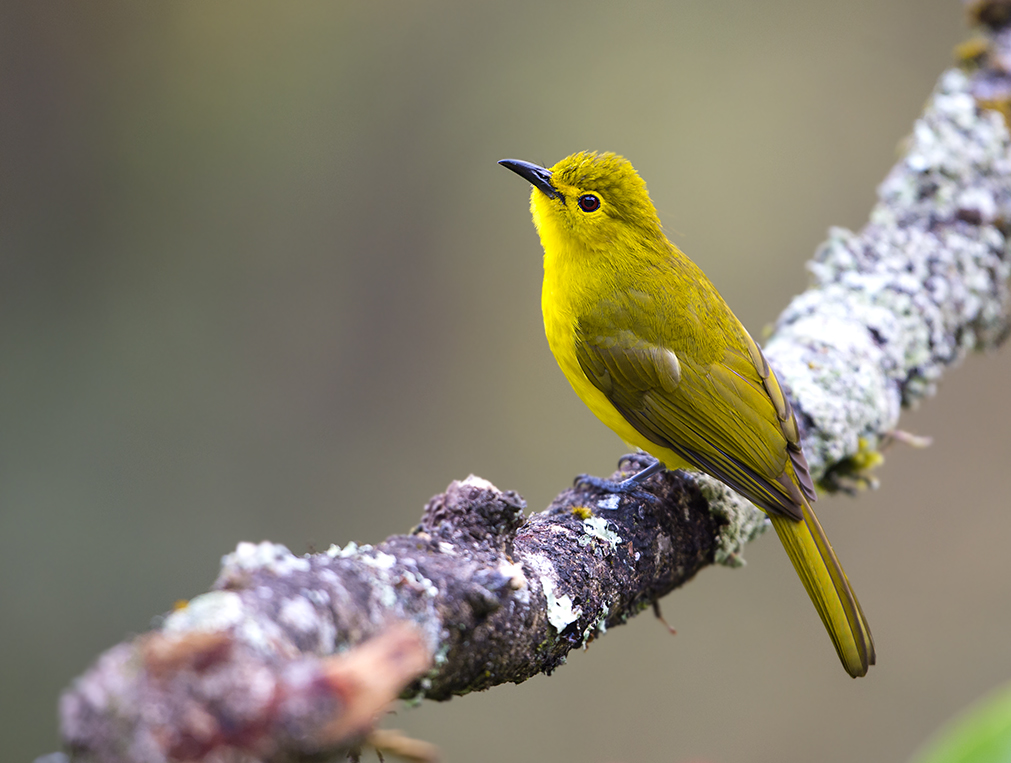
Жовточеревий бюльбюль

Довжина птаха становить 20 см. Верхня частина тіла зеленувато-жовта, нижня частина тіла жовта, навколо очей жовті кільця. Виду не притаманний статевий диморфізм. Дзьоб чорний, очі червонувато-карі. Представники північних популяцій мають жовтіше забарвлення, тоді як представники південних — більш зелене.

## Підвиди
Виділяють три підвиди:
- A. i. icterica (Strickland, 1844) — Західні Гати (від південної Махараштри до Белгаума і Гоа);
- A. i. indica (Jerdon, 1839) — південно-західна Індія і Шрі-Ланка;
- A. i. guglielmi (Ripley, 1946) — південний захід Шрі-Ланки.

## Поширення і екологія
Жовточереві бюльбюлі мешкають в Західних і Східних Гатах та в горах Нілґірі на півдні Індії, а також на острові Шрі-Ланка. Вони живуть у вологих рівнинних і гірських тропічних лісах, в садах і на плантаціях.

## Поведінка
Жовточереві бюльбюлі зустрічаються парами або невеликими зграйками. Вони живляться ягодами і комахами. Сезон розмноження припадає на посушливий період перед початком мусонів, переважно з січня по травень. Гніздо чашоподібне, покрито зовні мохом і павутинням і встелене корінцями, схоже на гніздо великого окулярника. В кладці 2-3 рожевуватих або білих яйця, поцяткованих коричневими плямками. Інкубаційний період триває 13 днів, пташенята покидають гніздо через 13 днів після вилуплення. Пташенят годують гусінню, дрібними комахами і ягодами.